# Jaz Bartoszowice
Jaz Bartoszowice (Jaz Bartoszowicki) – jaz z zamknięciem segmentowym, położony we Wrocławiu, wybudowany w ramach Stopnia Wodnego Bartoszowice. Jaz piętrzy wody rzeki Odry na jej górnym odcinku, tzw. Górnej Odrze Wrocławskiej, przy czym położony jest w 0,45 km biegu bocznego Kanału Powodziowego.

## Historia
Jaz wybudowany został w latach 1913–1917, w ramach inwestycji z zakresu hydrotechniki, polegającej na budowie nowej drogi wodnej przeprowadzonej przez miasto w ramach Wrocławskiego Węzła Wodnego, tzw. Wrocławskiego Szlaku Głównego oraz nowego systemu przeciwpowodziowego dla miasta. Po powodzi tysiąclecia jaz został wyremontowany w 1997 roku.

## Funkcje
Jaz reguluje stany wody, współpracując z Jazem Opatowice:
- stan wody górnej dla Śluzy Bartoszowice[b], oraz Śluzy Opatowice[c][3],
- stan wody dolnej dla Śluz Janowice[d].

Na rzece:
- równorzędnie w głównym korycie Odry położony jest Jaz Opatowice – Stopień Wodny Opatowice
- powyżej położony jest Jaz Janowice[d]wchodzący w skład poprzedniego stopnia wodnego – Stopień Wodny Janowice, a Kanał Powodziowy powyżej jazu w odległości 450 m oddziela się od głównego koryta Odry, na jej prawym brzegu.
- poniżej położony jest Jaz Zacisze, wchodzący w skład następnego stopnia wodnego – Stopień Wodny Zacisze, obecnie wyłączony z eksploatacji; następny eksploatowany jaz, już w korycie Starej Odry, to Jaz Różanka – Stopień Wodny Różanka.

Jaz przegradza koryto Kanału Powodziowego:
- na lewym brzegu tego koryta znajduje się teren osiedla Bartoszowice – przy jazie wykonano obwałowania, na których koronie przebiega Ulica Kanałowa[e],
- prawy brzeg stanowi grobla, rozdzielająca Kanał Powodziowy od Kanału Żeglugowego, na koronie której przebiega Ulica Folwarczna[f].

## Charakterystyka
Jest to jaz trójprzęsłowy. Dwa boczne (lewe i prawe) przęsło mają długość po 30 m i wyposażone są w przelewy stałe (zobacz: jaz stały). Środkowe przęsło ma 40 m i wyposażone jest w zamknięcie segmentowe. Maszynownia zamknięcia znajduje się w filarze położonym bliżej grobli rozdzielającej kanały Powodziowy i Żeglugowy. Całkowite światło jazu dla przeprowadzania wód wynosi 100 m. Spad przy normalnym piętrzeniu wynosi 3,2 m (spad wynosi 5,40 m).
Przyczółki i filary jazu stanowią również podstawę dla Mostu Bartoszowickiego, wybudowanego dla potrzeb obsługi stopnia wodnego, łączącego teren osiedla Bartoszowice z groblą i położoną za nią Śluzą Bartoszowice.